# スヴォゲ
スヴォゲ（Svoge (ブルガリア語: Своге, [ˈsfɔɡɛ])）は、ブルガリア西部のソフィア州にある町。ソフィアの北40キロメートルのイスクル渓谷に位置する。1964年9月7日の国会幹部会の法令第546号により、都市として認められた。
町名はブルガリア語で「アーチ」を意味するスヴォト (svod) が転訛したものである。イスクル川とイスクレツカ川が合流する、アーチ形の地点に位置することから名づけられた。
南極のリビングストン島にあるスヴォゲ丘陵は、この町の名前に由来する。

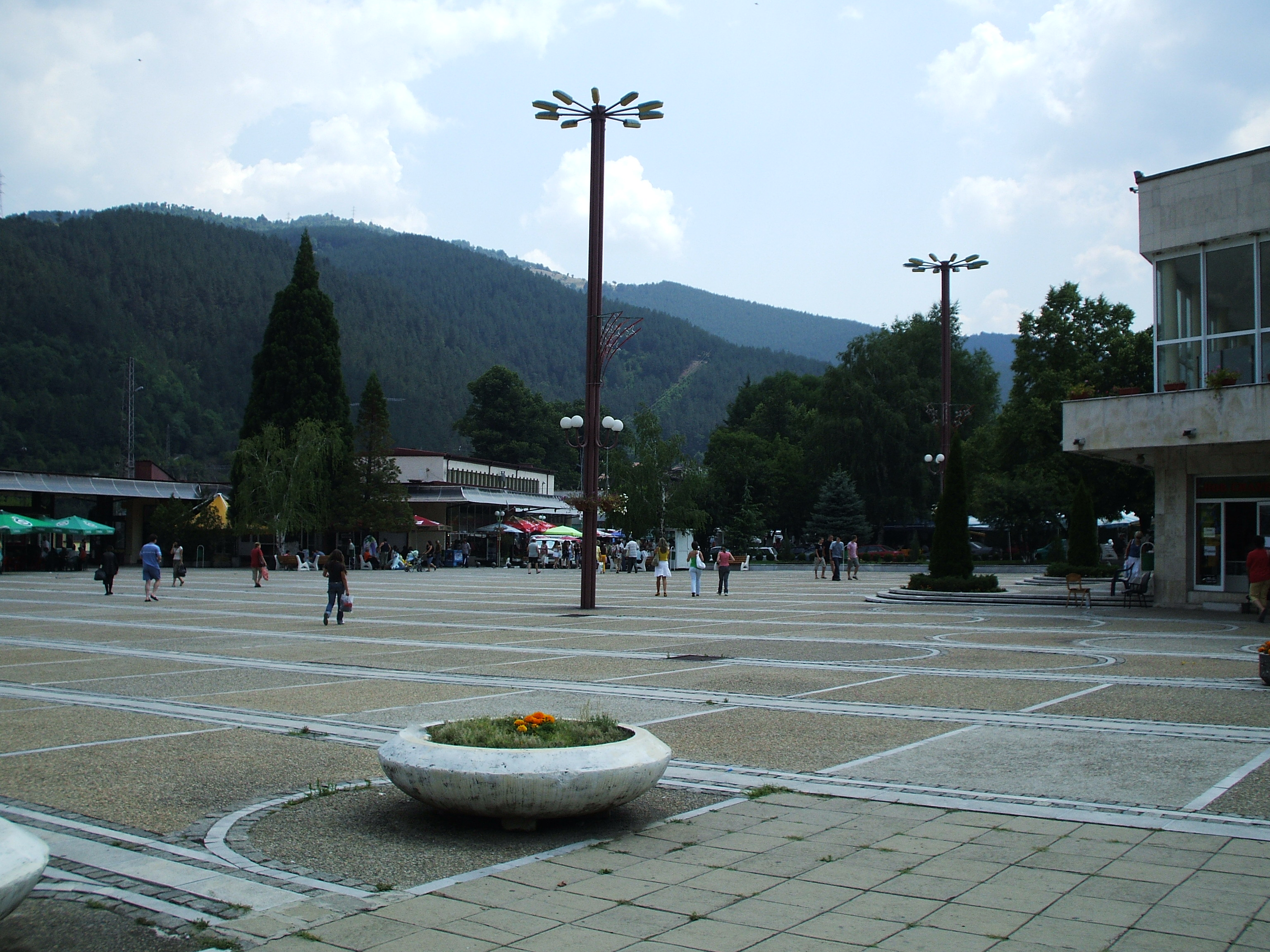
中央広場

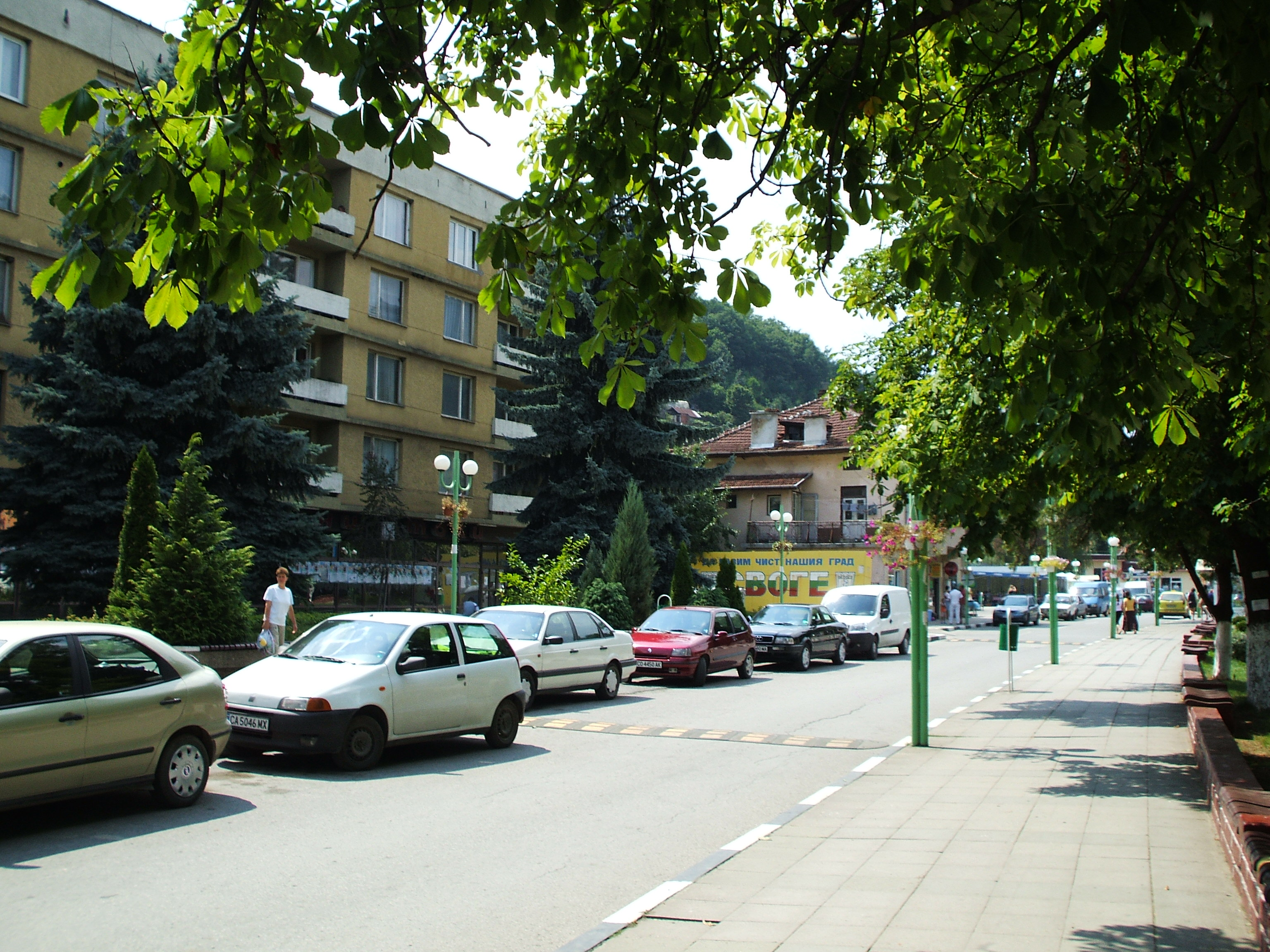
ツァール・カロヤン通り